# ピッグズ・イン・ブランケッツ
ピッグズ・イン・ブランケッツ（英語: Pigs in blankets、「毛布にくるまったブタ」を意味する）は、イギリスとアイルランドでよく食べられている、チポラータなどのソーセージをベーコンで巻いた料理である。キルティッド・ソーセージズ（英語: kilted sausages、「キルトを着たソーセージ」）、キルティッド・ソルジャーズ（英語: kilted soldiers、「キルトを着た兵士」）、ソルジャーズ・イン・キルツ（英語: Soldiers in kilts、「キルトの兵士」）、ソーセージのベーコン巻きなどと呼ばれることもある。クリスマスディナーでシチメンチョウのローストのつけあわせとして副食に饗されることが多い。

## クリスマスシーズンの行事食
ピッグズ・イン・ブランケッツはチポラータなどのソーセージをベーコンで巻いた料理であり、イギリスとアイルランドでよく食べられている。『グッド・ハウスキーピング』と『インデペンデント』によると、クリスマスシーズンの定番と見なされている。クリスマスシーズン以外にはめったに食卓にのぼらない冬期のみの行事食で、この時期には派生的な加工食品としてピッグズ・イン・ブランケッツ味のマヨネーズ、ピーナツ、ポテトチップス、チョコレート、電子たばこ用リキッドなどが出回る他、ピッグズ・イン・ブランケッツ模様がプリントされたパジャマのようなクリスマスグッズも販売されることがある。2019年にテスコが実施した調査によると、調査対象になった買い物客の過半数はクリスマスディナーにピッグズ・イン・ブランケッツを出す予定であり、ヨークシャー・プディングなどの他の伝統的なクリスマスの副食をおさえてピッグズ・イン・ブランケッツをつけあわせに出すという人が一番多かった。
2013年に12月12日はイギリスにおけるナショナル・ピッグズ・イン・ブランケッツ・デイとされた。

## 調理

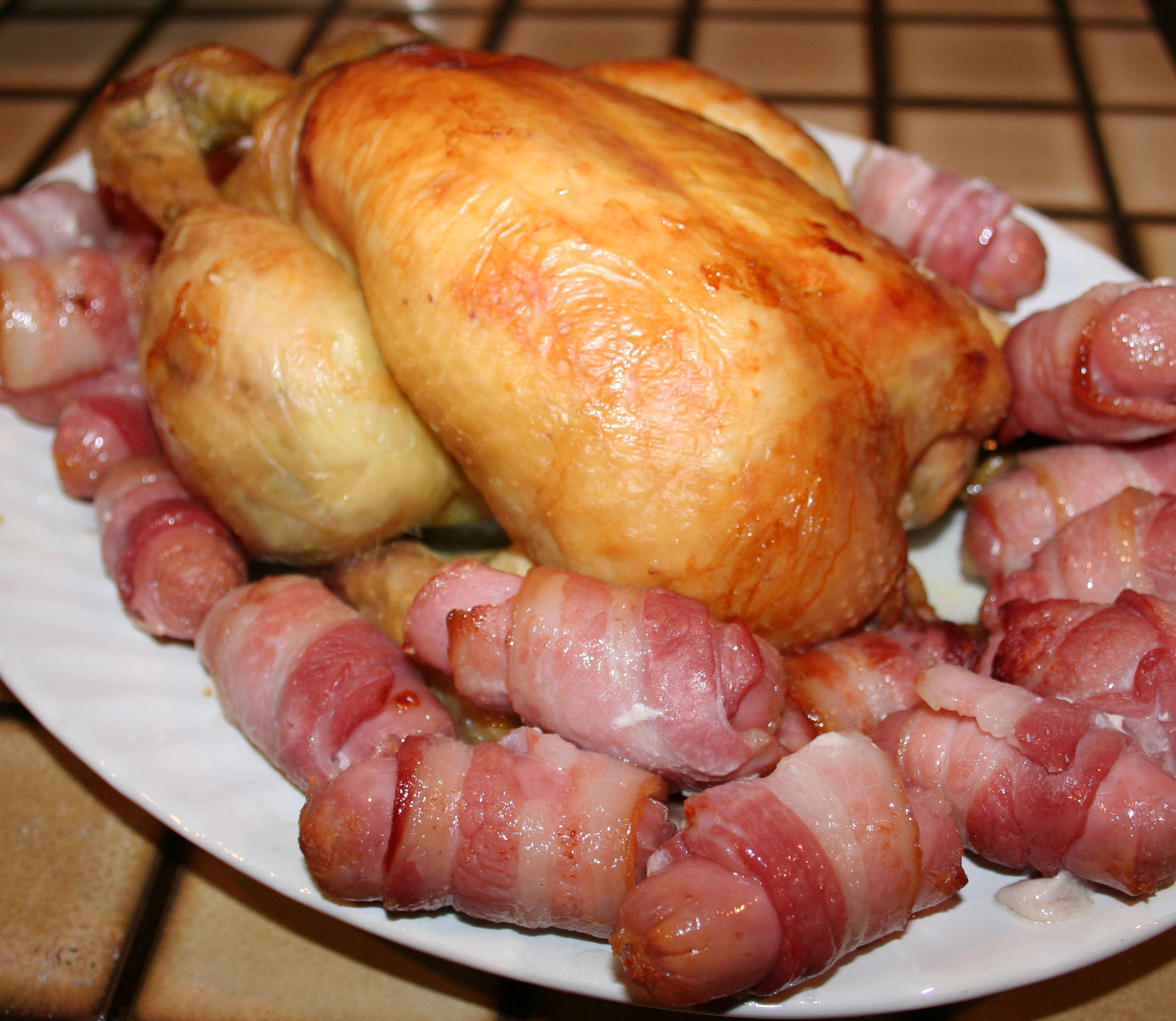
小さめのローストチキンを囲むピッグズ・イン・ブランケッツ

伝統的にはおつまみサイズの豚肉のチポラータを用い、これを脂と肉が筋になっているベーコンで包むが、ソーセージについてはチョリソーや鶏肉ソーセージ、リンゴやくるみなどの風味がついたソーセージ、フルサイズのチポラータなどを使うこともあり、ベーコンもスモークしたものなど別の種類のものを使うこともある。店で売られているものは100グラムあたり325カロリー程度で、22グラム程度の脂肪が含まれている。

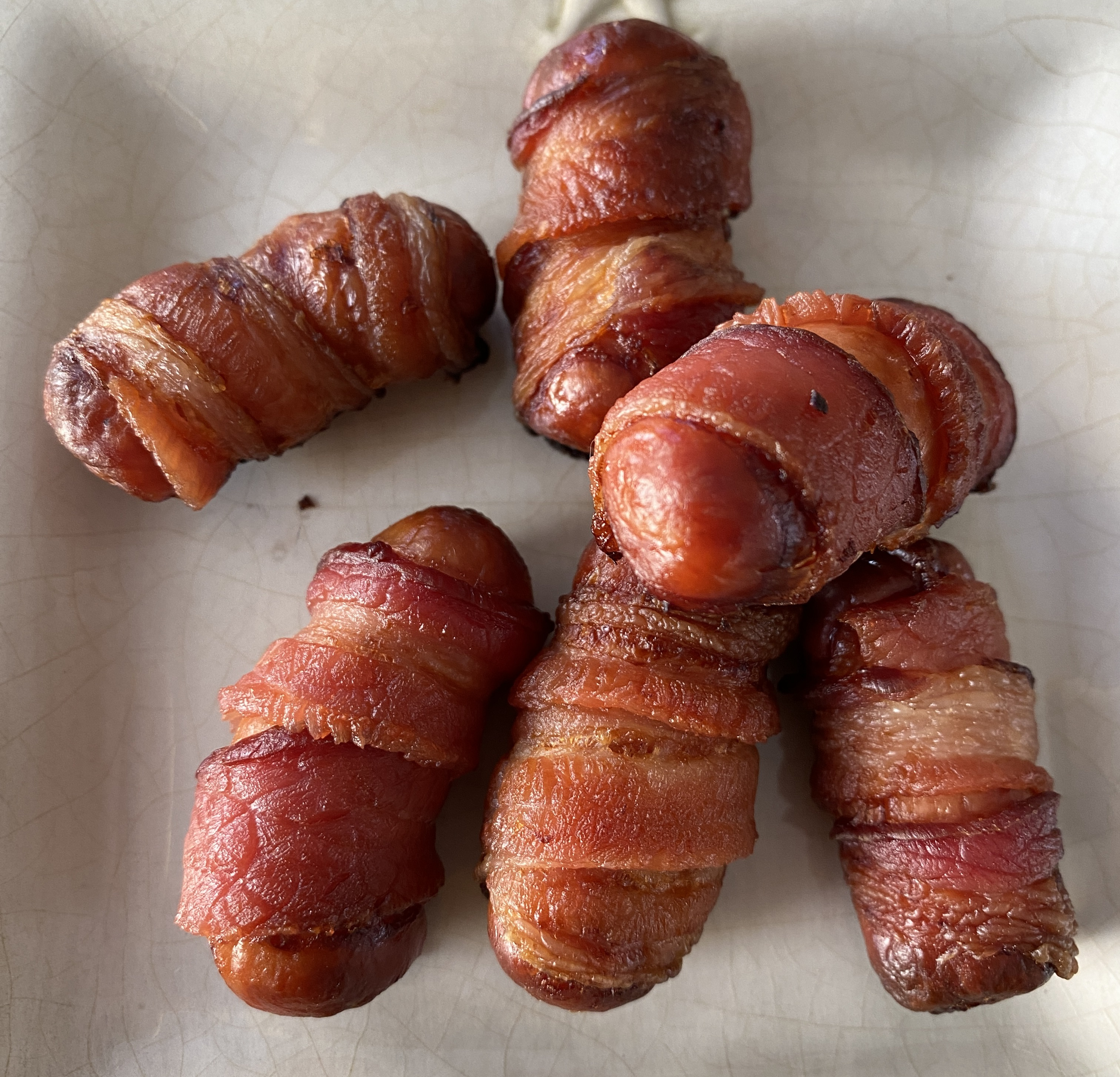
焼いたピッグズ・イン・ブランケッツ

ベーコンで包んだ後、ソーセージをフライパンがオーブンで焼くが、両方を使って加熱することもある。
クリスマスディナーで伝統的にシチメンチョウのローストのつけあわせとして副食に饗される。ボクシング・デーに出すこともある。

## 類似の料理

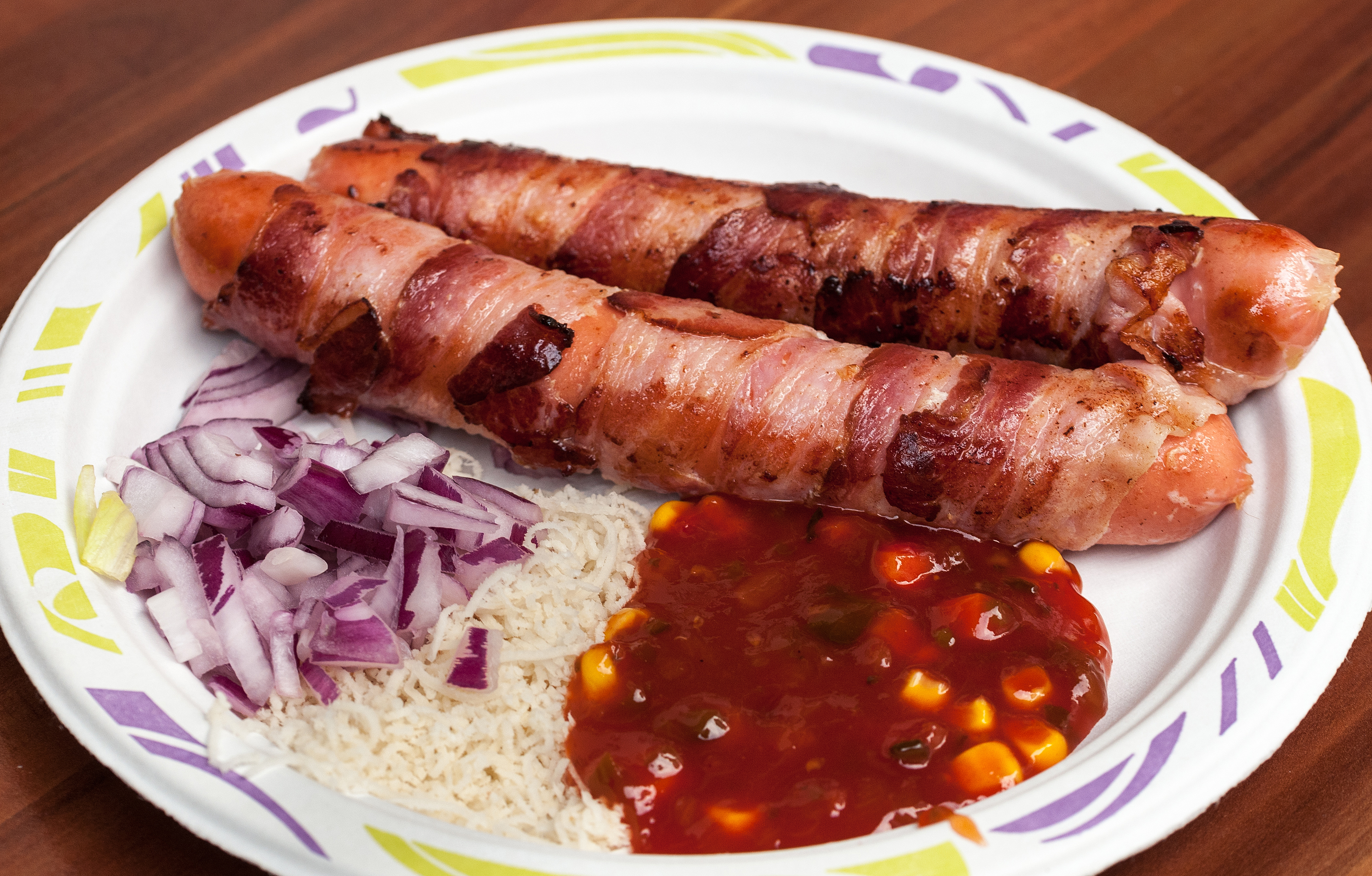
ベルン風ソーセージ

デンマークにはソーセージのベーコン巻きをパンに挟んで出す "Pølse i svøb" という料理があり、これは「毛布にくるまったソーセージ」という意味で、通常はプルセヴォーンと呼ばれるホットドッグで売られている。
オーストリアとドイツにはチーズを詰めたソーセージをベーコンで包むベルン風ソーセージという料理がある。
ルクセンブルクの "Blanne Jang" はチーズ入りの湯通ししたソーセージをベーコンで包んだ料理である。
アメリカ合衆国にもホットドッグ用ソーセージをベーコンで包んでパンに挟んだ料理があり、デンジャードッグなどという名称で呼ばれている。

## 似た名称の料理

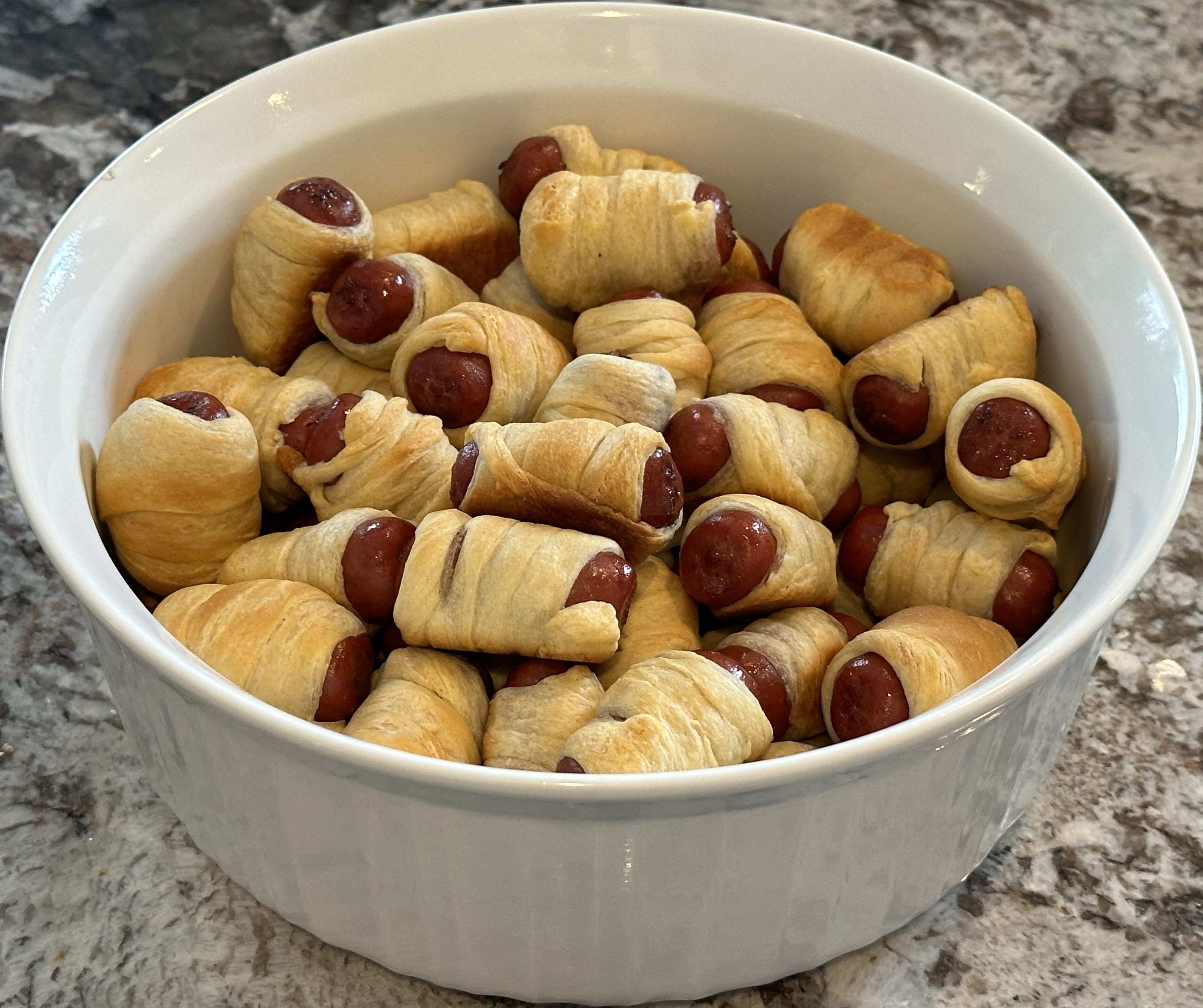
アメリカのピッグズ・イン・ア・ブランケットはこのようなソーセージロールの一種である。

アメリカ料理であるピッグズ・イン・ア・ブランケットはピッグズ・イン・ブランケッツと混同されることがあるが、ソーセージを包むという工程は共通するものの違う料理である。アメリカのピッグズ・イン・ア・ブランケットはパンかペイストリーの生地でソーセージを包む。
ポーランド系の移民が多いアメリカの地域では「ピッグズ・イン・ア・ブランケット」はポーランド料理のゴウォンプキのようなロールキャベツを指すこともある。